# Route nationale 565
Die N565 war von 1933 bis 1973 eine französische Nationalstraße, die zwischen der N202 an der Vésubie in die Var und der N205 südlich von Saint-Sauveur-sur-Tinée verlief. Ihre Länge betrug 59 Kilometer. Seit dem 1. Januar 2012 ist die abgestufte Straße im Rang einer route métropolitaine, unter der sie bis zur endgültigen Nummernvergabe ihre Départementstraßennummer trägt.